# Enterovirussen
Enterovirussen zijn een groep ssRNA-virussen die bekendstaan als veroorzaker van diverse ziekten bij zoogdieren, waaronder de mens. Een van de bekendste enterovirussen is het poliovirus, volgens de Wereldgezondheidsorganisatie uitgeroeid in Europa sinds 2002. Enterovirussen worden vooral aangetroffen in de ingewanden.
- Bovine enterovirus
- Coxsackie virus
- Echovirus
- Human enterovirus A
- Human enterovirus B
- Human enterovirus C
- Human enterovirus D
- Human enterovirus E
- Poliovirus
- Porcine enterovirus A
- Porcine enterovirus B
- Swine vesicular disease virus